# Sida hemitropousa
Sida hemitropousa är en malvaväxtart som beskrevs av S.C. Pandeya. Sida hemitropousa ingår i släktet sammetsmalvor, och familjen malvaväxter. Inga underarter finns listade i Catalogue of Life.